# 荻野由佳
荻野由佳（日语：／ Ogino Yuka */?，1999年2月16日—）是日本偶像藝人，為女子偶像團體NGT48前成員，暱稱「Ogiyuka」（おぎゆか），埼玉縣越谷市出身，所屬經紀公司為Horipro。
荻野在正式出道前，有過多次參加AKB48集團相關團體徵選活動的經驗，最终在2015年舉行的「第2屆AKB48集團選秀會議」獲得指名加入NGT48，得以踏入演藝圈。2016年第一次參選AKB48選拔總選舉並未進入榜內，但隔年參選大幅躍進至速報排名第一、最終排名第五，因而受到日本演藝圈的注目。

## 經歷

### 加入NGT48前
荻野由佳在加入NGT48之前，曾参加許多藝人甄選活動。2011年，她报名了AKB48的13期生甄选，但在书面审查阶段就落选了。之后参加的乃木坂46的甄选中她仅通过书类审查。在2012年的AKB48第14期生甄选中也未能合格。而在5月19日举行的愛貝克思「avex偶像徵選2012」（avexアイドルオーディション2012）東京预选成功晋级，但在最终甄选中落选。在2013年1月19日，荻野又一次参加了AKB48的15期生甄选，成为了“準研究生”，但最终未获得以研究生身份出道的机会。在2014年，她参加了AKB48 Team 8埼玉县代表的选拔，但却又一次落選。
在2014年9月23日公布的AKB48期間限定企劃「打工AKB」的甄选合格者名单中，出现了荻野由佳的名字，她作为“打工AKB”一員的活动也正式开始。在当时的介绍资料中，她表示自己将来的梦想是成为唱跳兼具的艺人，做为目标的成员是横山由依，自己的特点则是右脸的痣。11月14日，她初次做为伴舞登场了AKB48的剧场公演。在年底举行的第65回NHK红白歌合战中，她做为缺席成员的代演参加了彩排。2015年2月28日在AKB48劇場举行的特別公演「打工AKB 美好的回忆谢谢大家公演　～最後的认真打工、请来剧场观看!!」结束后，打工AKB的成员合约也随之结束。虽未获得续约机会，但她们获得了次日举行的“第二届AKB48家族选秀大会”第三次审查的直接参加权，而荻野通过了这次审查，成为了该届选秀大会的指名候選者。
2015年4月11日，在选秀会议举行之前，作为自我展示，候补成员在AKB48家族于日本各地的剧场分别进行了前座表演（劇場公演前的暖場表演），荻野等十余名候選者在AKB48劇場登台演出。在5月10日正式举办的选秀会议当天，荻野在第2轮被新成立的NGT48指名，获得了交涉的机会。作为NGT48成员出席会议的柏木由紀后来表示选择她的理由是“曾多次参加AKB48的甄选，也曾成为准研究生但最终落选，是个十分有故事的孩子”。
在5月24日举行的NGT48劇場概要发表记者会上，荻野与同樣出身該次選秀的西潟茉莉奈两人做为NGT48成员正式亮相。8月21日，NGT48全体成員在新潟市歷史博物館前廣場初次披露並進行了表演。

### 加入NGT48初期
2016年1月10日，NGT48剧场落成并举行了初次演出。在这场演出中，荻野等16人所组成的Team NIII正式成立。4个月后的5月15日，在上午举行的公演即将结束时，剧场经理今村悦朗递给NGT48队长北原里英一封信，在信中，荻野获得任命，成为了Team NIII的副队长。在6月1日公布的AKB48第45張單曲選拔總選舉速报中，荻野以2,515票获得91名，但最终在总选当天，荻野没能进入圈内（前80名），当届总选举的官方手册中，NGT48劇場经理今村悦朗评价她：“打工AKB及选秀生时期培养的表现力令公演更有活力。着实抓住了粉丝的心”。在之后举行的圈外成员演唱会“明年一定要入圈”中，公布了总选81-100名的成员名单，荻野最终以9,403票获得95名，在NGT48中名列第三（不计兼任的柏木由紀）。
2017年4月12日，NGT48的出道单曲《青春时钟》正式发行，荻野除了是同名A面曲的選拔成員之外，並在B面曲《出陣》的MV中首次获得了Center（中心站位）。在5月31日公布的AKB48第49張單曲選拔總選舉速报中，荻野以55,061票获得暂定第一名。新潟縣知事米山隆一、演歌歌手小林幸子等人为她加油助威。荻野最終以73,368票的成績，奪下AKB48第49張單曲選拔總選舉的第五名，除了首次入圍便成為選拔成員之外，更創下AKB48選拔總選舉名次爬升的最大紀錄。

### 總選大放異彩後
2017年7月11日，荻野於影音串流網站SHOWROOM进行的特別直播上，獲得移籍Horipro的書面邀請，并于9月正式出现在Horipro官网的所属艺人列表，成為NGT48第一位加入個別經紀公司的原生成員。NGT48在9月7日举行的剧场公演将结束时，公布了将于12月6日发行第二张单曲的消息，荻野被选为主打曲目的Center。而在10日举行的《空有願望》发行纪念大握手会上公布的AKB48第50张单曲的选拔名单中，荻野也名列其中，此後在AKB48單曲均成為選拔成員。
2018年4月11日，NGT48第三首單曲《春天哪裡來？》發行，荻野與其他NGT48創始成員一同成為選拔成員。6月16日，荻野在該日開票的AKB48第53張單曲世界選拔總選舉上，以81,629票拿下第4名，除了票數較上屆增加之外，也連續兩年入圍AKB48選拔總選舉的選拔組。10月3日，NGT48第四首單曲《獻給世人》發行，Center由荻野擔任，這也是荻野二度成為單曲Center。

### 宣布從NGT48畢業
2021年7月23日，於NGT48第6张单曲发行纪念公演上宣布即將畢業。
2021年10月30日，舉行畢業演唱會後從NGT48畢業。

## 人物
- Catch Phrase（自我介紹詞）是「什么也没发生～，什么也没发生～，无论发生什么都不气馁～！」（なんでもな〜い なんでもな〜い 何があってもへこたれな〜い!）[32]。
- 是老牌話藝（日语：演芸）节目《笑點》的粉丝，拥有许多周边商品[33]。在节目出演者中最喜欢林家木久扇（日语：林家木久扇）[33]。
- 家中有兄和弟[7]。
- 與聲優齊藤朱夏是好友，兩人在初中時期便已熟識[34]。
- 與曾同為AKB48第15期準研究生、之後成為AKB48正式成員的飯野雅及達家真姬寶关系交好[35]。在2016年9月29日于AKB48剧场举行的飯野的生日公演中，荻野为飯野写了祝贺信、并做为惊喜嘉宾登场朗读[36]。
- 與乃木坂46成員堀未央奈感情要好。兩人早期均為「avex偶像徵選2012」參賽者而認識，後來兩人先後進入演藝圈，才開始培養出友情[37]。現在兩人經常會共同出遊[38]。
- 在AKB48集團中想效法的前輩是橫山由依[39]與大島優子[1]。

## 參與歌曲
- 標註「★」符號者，表示該首歌曲有拍攝MV。

### 單曲
NGT48作品
|     | 發行日期       | 單曲名稱                         | 參與歌曲名稱                     | 名義                | 收錄於     | MV | 備註                      |
| --- | -------------- | -------------------------------- | -------------------------------- | ------------------- | ---------- | -- | ------------------------- |
| 1st | 2017年04月12日 | 青春时钟                         | 青春时钟                         |                     | 全版本     | ★  | A面曲                     |
| 1st | 2017年04月12日 | 青春时钟                         | 出阵                             |                     | Type A     | ★  | 首次擔任Center            |
| 1st | 2017年04月12日 | 青春时钟                         | 寻求黑暗                         |                     | Type C     | ★  | [ 42 ]                    |
| 2nd | 2017年12月06日 | 藍天會延續到這世界上的哪裡去呢？ | 藍天會延續到這世界上的哪裡去呢？ |                     | 全版本     | ★  | A面曲 首次擔任單曲Center  |
| 2nd | 2017年12月06日 | 藍天會延續到這世界上的哪裡去呢？ | 我的眼泪不流了                   | SNS选拔             | 全版本     |    | [ 43 ]                    |
| 2nd | 2017年12月06日 | 藍天會延續到這世界上的哪裡去呢？ | 有什么在这儿                     |                     | Type C     | ★  | [ 43 ]                    |
| 2nd | 2017年12月06日 | 藍天會延續到這世界上的哪裡去呢？ | 不自然的上学电车                 | 家乡Team            | NGT48 CD盤 |    | [ 43 ]                    |
| 3rd | 2018年04月11日 | 春天哪裏來？                     | 春天哪裏來？                     |                     | 全版本     | ★  | A面曲                     |
| 3rd | 2018年04月11日 | 春天哪裏來？                     | 反省蘇打水                       |                     | NGT48 CD盤 |    | 与中井莉加共同 担任Center |
| 4th | 2018年10月03日 | 獻給世人                         | 獻給世人                         |                     | 全版本     | ★  | A面曲 Center              |
| 4th | 2018年10月03日 | 獻給世人                         | Soft Serve                       | 新潟SHOWROOM選拔    | 全版本     |    | [ 45 ]                    |
| 4th | 2018年10月03日 | 獻給世人                         | 心中的太陽                       | Team NIII           | Type A     | ★  | [ 45 ]                    |
| 5th | 2020年07月22日 | 粉紅雪酪                         | 粉紅雪酪                         |                     | 全版本     | ★  | A面曲                     |
| 5th | 2020年07月22日 | 粉紅雪酪                         | 絕望之後                         | NGT48 TDC演唱會選拔 | Type-A     | ★  |                           |
| 6th | 2021年06月23日 | Awesome                          | Awesome                          |                     | 全版本     | ★  | A面曲                     |

AKB48作品
|      | 發行日期       | 單曲名稱        | 參與歌曲名稱     | 名義         | 收錄於 | MV | 備註                      |
| ---- | -------------- | --------------- | ---------------- | ------------ | ------ | -- | ------------------------- |
| 43rd | 2016年03月09日 | 你就是旋律      | Max朱鷺315號     | NGT48        | Type-D | ★  |                           |
| 44th | 2016年06月01日 | 不需要翅膀      | 你在哪裡?        | NGT48        | 劇場盤 |    |                           |
| 47th | 2017年03月15日 | Shoot Sign      | 綠意森林運動公園 | NGT48        | Type-D | ★  |                           |
| 48th | 2017年05月31日 | 空有願望        | 当代PARA         |              | 全版本 | ★  | [ 46 ]                    |
| 49th | 2017年08月30日 | #就是喜欢你     | #就是喜欢你      |              | 全版本 | ★  | A面曲 初次进入AKB48选拔组 |
| 49th | 2017年08月30日 | #就是喜欢你     | 独享的夏天       | SHOWROOM选拔 | Type-D | ★  |                           |
| 50th | 2017年11月22日 | 11月的脚镯      | 11月的脚镯       |              | 全版本 | ★  | A面曲                     |
| 51st | 2018年03月14日 | Ja-Ba-Ja        | Ja-Ba-Ja         |              | 全版本 | ★  | A面曲                     |
| 51st | 2018年03月14日 | Ja-Ba-Ja        | 就當朋友吧       | NGT48        | Type-D | ★  |                           |
| 52nd | 2018年05月30日 | Teacher Teacher | Teacher Teacher  |              | 全版本 | ★  | A面曲                     |
| 53rd | 2018年09月19日 | 感傷列車        | 感傷列車         |              | 全版本 | ★  | A面曲                     |
| 54th | 2018年11月28日 | NO WAY MAN      | NO WAY MAN       |              | 全版本 | ★  | A面曲                     |
| 54th | 2018年11月28日 | NO WAY MAN      | 通往夢的程序     | AiKaBu選拔   | Type-E | ★  |                           |
| 55th | 2018年03月13日 | 回憶上心頭DAYS  | 回憶上心頭DAYS   |              | 全版本 | ★  | A面曲                     |

### 专辑
AKB48作品
|     | 發行日期       | 专辑名稱             | 參與歌曲名稱           | 名義 | 收錄於   | 備註   |
| --- | -------------- | -------------------- | ---------------------- | ---- | -------- | ------ |
| 8th | 2017年01月25日 | 点时成菁             | 是因为这样我才喜欢你吗 |      | Type B   | [ 47 ] |
| 9th | 2018年01月24日 | 那個黎明，我們都知道 | 鞋帶的綁法             |      | Type A·B |        |
| 9th | 2018年01月24日 | 那個黎明，我們都知道 | 戀愛無間地獄           |      | Type A   |        |

### 劇場公演分組曲
NGT48
| 公演名稱                                | 參與歌曲名稱       | 備註                               |
| --------------------------------------- | ------------------ | ---------------------------------- |
| 北原Team NIII時期                       |                    |                                    |
| Team NIII 1st Stage「PARTY開始了」公演  | 同班同学           | [ 48 ]                             |
| Team NIII 2nd Stage「睡衣兜風」公演     | 镜中的圣女贞德     | [ 49 ]                             |
| Team NIII 2nd Stage「睡衣兜風」公演     | 睡衣兜风           | 洗牌后                             |
| 研究生「PARTY開始了・加尔维斯敦街」公演 | 星之温度           | 支援成员                           |
| Team NIII 3rd Stage「榮耀之丘」公演     | 残酷的雨           | [ 50 ]                             |
| 加藤Team NIII時期                       |                    |                                    |
| Team NIII 3rd Stage「榮耀之丘」公演     | 去拉斯维加斯结婚吧 | 與村雲颯香、山田野繪共演           |
| 分队制度取消                            |                    |                                    |
| 「不要让梦想死去」公演                  | Confession         | 與佐藤杏樹、清司麗菜、山田野絵共演 |

AKB48
| 公演名稱                               | 參與歌曲名稱   | 備註     |
| -------------------------------------- | -------------- | -------- |
| 打工AKB                                |                |          |
| Team A 5th Stage“恋爱禁止条例”复活公演 | 暴风骤雨之间   | 伴舞     |
| Team A 5th Stage“恋爱禁止条例”复活公演 | 盛夏的圣诞玫瑰 | 伴舞     |
| Team K 6th Stage“RESET”复活公演        | 柠檬的年纪     | 前座Girl |

## 演出作品
關於以NGT48组合名义出演的演唱会、广告等演藝活動及作品，詳見NGT48#演出作品

### 電視劇
- 馬路無理學園（2018年7月25日 - 播出中，日本電視台） - 飾演 俾斯麥 / 加藤 綾乃

### 广告
- （2017年6月16日 - 、一正蒲鉾（日语：一正蒲鉾））[51][52]

### 活动
- HoriNS木曜祭2017（2017年12月14日，山野表演廳（日语：山野ホール））[53]
- HoriNS月曜祭2018（2018年12月17日，Hulic Hall東京（日语：ヒューリックホール東京））[54]

## 外部鏈結
- NGT48個人介紹頁 （页面存档备份，存于）
- Horipro個人介紹頁 （页面存档备份，存于）
- 荻野由佳的Instagram帳戶
- 荻野由佳的X（前Twitter）
- 荻野由佳的SHOWROOM專頁
- 第二屆AKB48選秀會議候補者介紹頁 （页面存档备份，存于）